# 志摩城
志摩城（しまじょう）は、千葉県香取郡多古町島にあった日本の城。

## 歴史
栗山川中流の多古地方は、かつて千田庄に属し、鎌倉時代以降千葉本宗家の地盤であった。1455年（享徳4年）の享徳の乱では、千葉本宗家16代・千葉胤直ら一族は千葉城を追われ、志摩城と多古城に逃れた。胤直は弟の胤賢とともに志摩城に立てこもったが、原・馬加氏の攻撃の前にあえなく陥落した。
胤直はその後、逃れた東禅寺で自害した。現在も、東禅寺の墓地には胤直一族や家臣のものと伝わる五輪塔が立ち並んでいる。このうち胤直の墓は、1976年（昭和51年）10月26日付で多古町指定史跡に指定されている。

## 構造
多古町島字塙台地先に所在し、栗山川流域に広がる低地の中に島状に浮かぶ標高18メートルの独立台地に占地する。広い平坦な郭で、現状では内部は区画されておらず、周囲には土塁や空堀なども見られない。2000年代に入って行われた発掘調査では、14～15世紀の掘立柱建物跡や地下式杭等が発見されている。

## アクセス
- 東京駅から多古台バスターミナル行き高速バス　終点下車　徒歩30分
- 成田空港から多古町シャトルバス　「道の駅多古」下車　徒歩15分